# Ernest Wilbur Silvertooth
Ernest Wilbur „Bud“ Silvertooth (* 27. November 1916 in Portland, Oregon; † 24. September 2000 in Bellingham (Washington)) war ein US-amerikanischer Physiker, der bei den Paramount Studios Engineering Dept. arbeitete. Für seinen Entwurf und die Berechnungen zu einem Relais, das es Kondensatoren ermöglicht, wesentlich mehr nutzbares Licht abzugeben, wurde Silvertooth auf der Oscarverleihung 1942 mit einem Oscar in der Kategorie Oscar für technische Verdienste ausgezeichnet.

## Leben
Silvertooth wuchs in Long Beach in Kalifornien auf. Schon im Kindesalter stellte man mit einem Test von Lewis M. Terman fest, dass er hochbegabt war. Bereits im Alter von 14 Jahren traf er mit Albert Einstein zusammen und stritt mit ihm über dessen Relativitätstheorie.
Innerhalb seines Studiums spezialisierte Silvertooth sich im Fach Physik und machte seinen Bachelor im California Institute of Technology, besser bekannt als „Caltech“, einer privaten Eliteuniversität in Pasadena im Los Angeles County, die auf Natur- und Ingenieurwissenschaften spezialisiert ist. Seine Diplom-Arbeit war so außergewöhnlich, dass er die Aufmerksamkeit der Paramount-Studios erregte, die ihm eine anspruchsvolle Position anboten, die sich im weitesten Sinne darum drehte, Spezialeffekte für Filme des Studios zu vervollkommnen. Da diese Position sehr gut dotiert war, im Gegensatz zu den Honoraren an Universitäten, konnte Silvertooth dieser Offerte in der Zeit der Großen Depression nicht widerstehen.
Neben diversen anderen Auszeichnungen war der Oscar im Bereich „Technische Verdienste“ eine besondere Anerkennung seiner Arbeit. Später wurde Silvertooth von der Luftwaffe angeworben und arbeitete in der Denkfabrik der Luft- und Raumfahrt Corp. Silvertooth experimentierte zusammen mit Stefan Marinov zur Anisotropie des Lichts aufgrund der Bewegung des Sonnensystems durch den Raum. Seine Fachartikel wurden von den meisten einschlägigen Zeitschriften abgelehnt, er war der Ansicht, den Äther bewiesen und die Relativitätstheorie widerlegt zu haben.
Silvertooth starb im Jahr 2000 im 84. Lebensjahr in einem Pflegeheim in Bellingham. Seine Frau Muriel, der er wenig von seiner Arbeit erzählte, überlebte ihn.